# 비비 뉴워스
비비 뉴워스(Bebe Neuwirth, 1958년 12월 31일 ~ )는 미국의 배우, 가수, 무용가이다. NBC 시트콤 《치어스》(1986-93)로 프라임타임 에미상 코미디 시리즈 부문 여우조연상을 두 차례 수상하였다. 또한 뮤지컬 《Sweet Charity》(1986)와 《시카고》(1996)로 토니상 뮤지컬 부문 여우주연상을 두 차례 받았다.

## 출연 작품

### 텔레비전
- 치어스 (1986-93)
- 프레이저 (1994-2003)
- 로앤오더: 배심원 재판 (2005-06)
- 굿 와이프 (2012-13)
- 블루 블러드 (2013-19)
- 마담 세크리터리 (2014-17)
- 굿 파이트 (2018-21)

### 영화
- 금지된 사랑 (1989)
- 그린 카드 (1990)
- 벅시 (1991) - 디프라소 백작 부인 역
- 쥬만지 (1995)
  - 쥬만지: 넥스트 레벨 (2019)
- 피노키오의 모험 (1996)
- 셀러브리티 (1998)
- 패컬티 (1998)
- Dash and Lilly (1999)
- 썸머 오브 샘 (1999)
- 올챙이 (2002, Tadpole)
- 10일 안에 남자 친구에게 차이는 법 (2003)
- 프렌치 아메리칸 (2003)
- 빅 바운스 (2004)
- 게임 6 (2005, Game6) - 조애나 본 역
- 페임 (2009) - 린 크래프트 역